# Aphodiinae
Aphodiinae (Leach, 1815) è una sottofamiglia di coleotteri scarabeidi.

## Descrizione
Si tratta di specie di medio-piccole dimensioni, non superiori ai 20 mm (almeno in Italia), variamente colorate; le antenne hanno 9 articoli, le metatibie hanno due speroni di diversa lunghezza. Il clipeo è abbastanza sviluppato, il pigidio è sotto le elitre.
Il pronoto e le elitre spesso sono glabri.
Il capo è più stretto del protorace e presenta il clipeo che ricopre interamente le mandibole e le mascelle. Può avere il margine di vario tipo: arrotondato, troncato, bordato o non. Ha una sutura frontale posta trasversalmente fra gli occhi che si presentano composti e generalmente convessi.
Le antenne sono composte di nove articoli suddivisi in tre parti: scapo, pedicello e flagello.
L'epifaringe ha una morfologia essenziale per la distinzione dei vari generi e specie.
Le elitre sono molto sclerificate e hanno variazioni cromatiche di una certa intensità e seguono schemi alquanto costanti.
Le ali, di forma triangolare sono costituite dalle membrane dorsale e pleurale sovrapposte.
Le zampe si suddividono a seconda della prossimità al corpo, in protoraciche, mesotoraciche e metatoraciche e sono di grande valenza tassonomica sia a livello specifico che intraspecifico.
L'addome è composto da 9 uriti e contiene tergiti e sterniti che nel maschio hanno lunghezza pressoché uguale, nella femmina sono più larghi che lunghi. L'apparato riproduttore maschile è composto da due testicoli con i relativi dotti deferenti, l'ectadenium, le ghiandole prepuziali e l'edeago che occupa la metà della lunghezza della cavità addominale ed è posto al di sotto del canale digerente. L'apparato riproduttore femminile è composto dagli styli, da due ovari, dai pedicelli, dalla vagina e dalla spermateca.

## Biologia

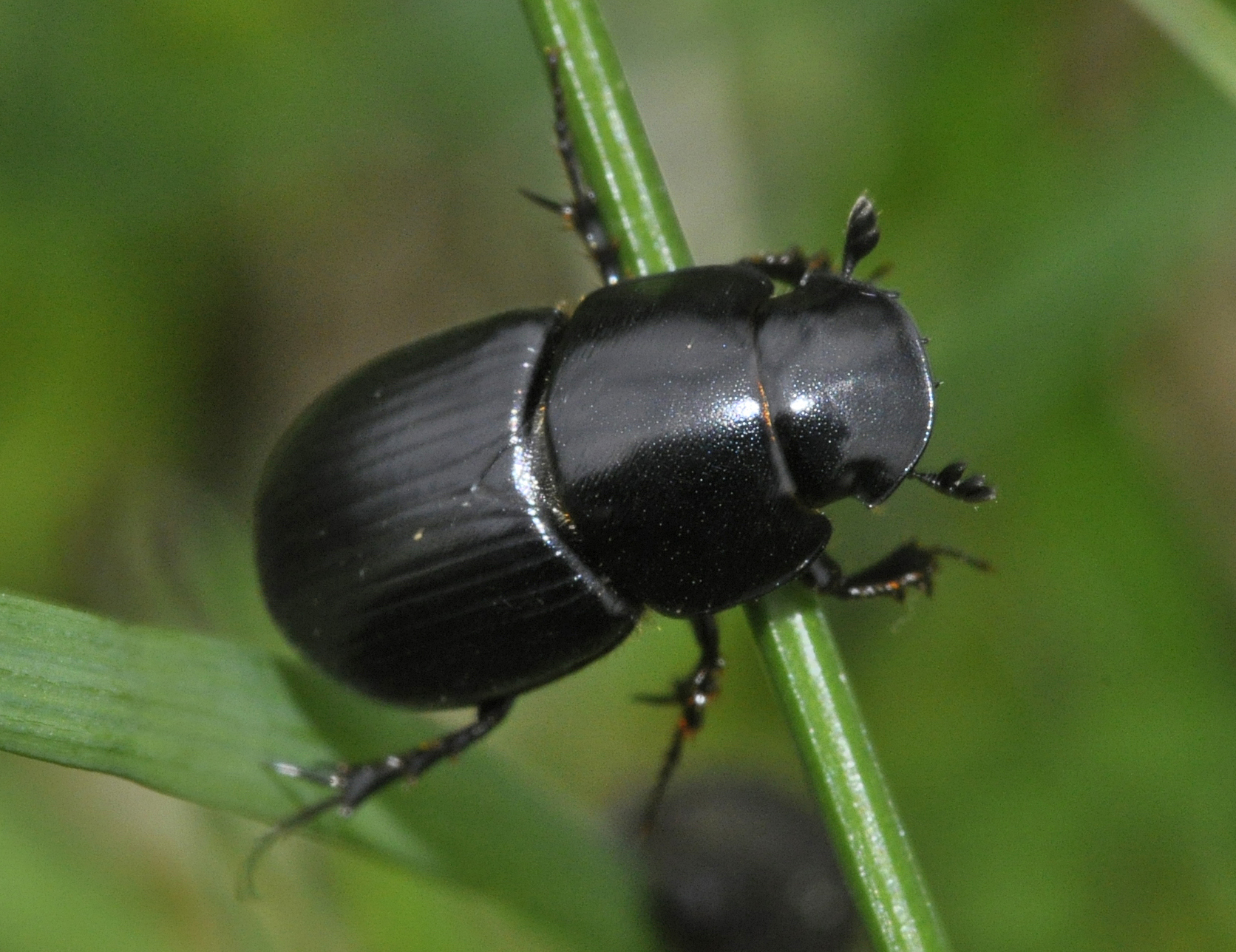
Acrossus depressus.

Gli Aphodiinae sono buoni volatori, capaci anche di compiere lunghi voli in sciami; alla perenne ricerca di sterco odoroso, volano sempre contro vento. Giunti sulla meta interrompono il volo lasciandosi cadere sullo sterco.
Le zampe, per la loro configurazione, sono atte allo scavo nella parte inferiore del corpo, dove possono contare sugli speroni e sulle carene per godere di un robusto punto d'appoggio.
La maggior parte delle specie ha fenologia primaverile o primaverile-estiva e limitata a circa due-tre mesi; poche specie sono autunnali e invernali. In genere si ha una sola generazione all'anno: fa eccezione Aphodius fimetarius che può avere anche tre o più generazioni nell'arco di un anno a seconda dell'andamento del clima.
Le uova vengono deposte all'interno dello sterco in grappoli di 4-16 unità. La copula avviene sulla superficie dell'escremento, a volte all'interno dello stesso.
Molte specie arrecano danni nelle fungaie, dove si insinuano tramite il letame.
Il regime alimentare è coprofago, sia per le larve che per gli esemplari adulti; solo poche specie sono saprofaghe. Gli escrementi più utilizzati sono quelli dei vertebrati erbivori.
Essendo praticamente sterco-dipendenti, gli Aphodiinae si riescono ad adattare meglio a quei climi che non sono troppo secchi, infatti l'inaridimento delle feci in poco tempo ne pregiudica l'assimilazione da parte loro; e, d'altra parte, nemmeno troppo piovosi, altrimenti gli escrementi verrebbero dilavati prima di poterli utilizzare.

## Tassonomia
La sottofamiglia comprende le seguenti tribù:
- Aphodiini Leach, 1815
- Corythoderini Schmidt, 1910
- Eupariini Schmidt, 1910  (nomen protectum)
- Odontolochini Stebnicka and Howden, 1996
- Odochilini Rakovič, 1987
- Psammodiini Mulsant, 1842
- Rhyparini Schmidt, 1910
- Stereomerini Howden and Storey, 1992
- Termitoderini Tangelder and Krikken, 1982